# Rübezahl

Vergrößerung des Dämons nach Helwig

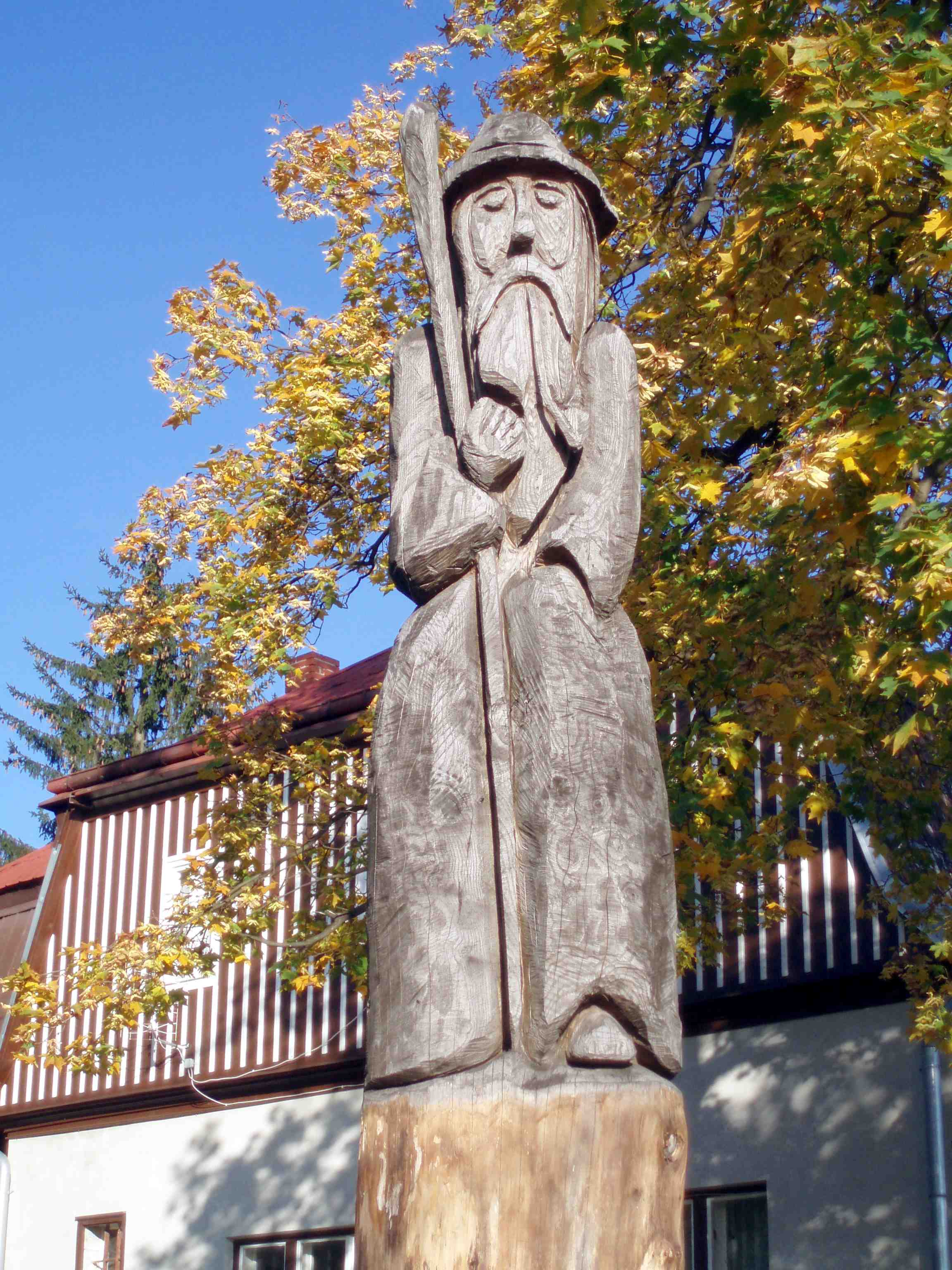
Modernes Rübezahl-Standbild im Riesengebirge

Rübezahl (früher auch: Rübenzahl, tschechisch Krakonoš, polnisch Liczyrzepa) ist der Berggeist (Schrat) des Riesengebirges. Um ihn ranken sich zahlreiche Sagen und Märchen.

## Name
Die Herkunft des Namens Rübezahl ist nicht geklärt. 1561 schreibt Martin Helwig auf seiner Landkarte Rübenczal. 1662 gibt Johannes Praetorius verschiedene Schreibweisen wie Rübezal, Ribezal, Riebenzahl an. In seinen Sammlungen erscheint Rübezahl vielgestaltig, mal Riese, Bewacher des Bergschatzes, als Mönch, der Menschen vom Weg abbringt, als Rabe oder Esel und vielfach Diabolus, Satan. In seiner ersten Rübezahl-Geschichte gab Johann Karl August Musäus 1783 eine legendäre Erklärung des Namens. Laut dieser Erzählung entführt Rübezahl die Königstochter Emma, die er heiraten will, in sein unterirdisches Reich. Mit Rüben, die sie in jede gewünschte Gestalt verwandeln kann, versucht er ihre Sehnsucht nach ihrem Zuhause zu stillen. Doch die Rüben verwelken. Schließlich verspricht ihm die Frau ihre Hand, wenn er ihr die Zahl der Rüben auf dem Feld nennt. Gelingt ihm dies nicht, muss er sie gehen lassen. Sofort macht sich der Berggeist an die Arbeit. Um auch sicher zu sein, dass die Anzahl stimmt, zählt er gleich noch einmal, kommt aber zu einem anderen Ergebnis. Währenddessen flieht die Gefangene auf einer zum Pferd verwandelten Zauberrübe zu ihrem Prinzen Ratibor und verspottet den Geist mit der Anrede als Rübezahl. Daher wird er sehr zornig, wenn er mit diesem Spottnamen bedacht wird.
Neben der Sage Wie Rübezahl zu seinem Namen kam gibt es als weitere Erklärungsthese eine Verbindung des Eigennamens Riebe und des mittelhochdeutschen Wortes zagel für „Schwanz“, was auf die bildhafte Erscheinung als geschwänzter Dämon verweisen könnte.
Im Tschechischen heißt er Krakonoš, was auf krk oder krak „Bergkiefer“ und nosit „tragen“ zurückgehen könnte; gleichfalls wahrscheinlich ist die Herkunft wie auch des Namens des Riesengebirges (tschechisch Krkonoše, polnisch Karkonosze) vom germanischen Stamm  Corconti oder Korkontoi, der laut Ptolemäus in Asciburgius, also im Gebiet des Riesengebirges, lebte.
Im Polnischen ist seit 1898 die Bezeichnung Liczyrzepa (wörtliche Übersetzung Rübe+zählen) nachweisbar, doch auch Duch Gór („Berggeist“) oder Rzepiór werden verwendet.
Rübezahl ist ein Spottname, dessen Erwähnung innerhalb seines Reichs, also des Riesengebirges, den Zorn des so Benannten heraufbeschwört. Die „korrekte Anrede“ lautet „Herr der Berge“. Eine respektvolle Benennung lautet auch „Herr Johannes“. Im Riesengrund nahe der Schneekoppe wird eine botanische Lokalität mit besonders großem Pflanzenreichtum als „Rübezahls Gärtchen“ bezeichnet, auch sonst werden eigentümliche Steinbildungen nach ihm benannt (z. B. „Rübezahlkanzel“ über den Schneegruben).

## Sage
Der Sage nach ist Rübezahl ein launischer Riese oder Berggeist. Schon der erste Sammler von Rübezahl-Sagen, Johannes Praetorius (s. u.), beschrieb Rübezahl als charakterlich sehr ambivalenten „Widerspruchsgeist“, der in einem Moment gerecht und hilfsbereit, im nächsten arglistig und launenhaft auftreten könne. Musäus charakterisierte ihn folgendermaßen:

„Denn Freund Rübezahl sollt ihr wissen, ist geartet wie ein Kraftgenie, launisch, ungestüm, sonderbar; bengelhaft, roh, unbescheiden; stolz, eitel, wankelmüthig, heute der wärmste Freund, morgen fremd und kalt; zu zeiten guthmüthig, edel, und empfindsam; aber mit sich selbst in stetem Widerspruch; albern und weise, oft weich und hart in zween Augenblicken, wie ein Ey, das in siedend Wasser fällt; schalkhaft und bieder, störrisch und beugsam; nach der Stimmung, wie ihn Humor und innrer Drang beym ersten Anblick jedes Ding ergreifen läßt.“

Der Berggeist erscheint den Menschen in verschiedener Gestalt. Insbesondere zeigt er sich als Mönch in aschgrauer Kutte (vergleichbar Wodan im Wolkenmantel), aber auch als Bergmann, Junker, Handwerker und in ähnlicher Gestalt und Verkleidung, aber auch in Tiergestalt oder als Gegenstand (Baumstumpf, Stein, Wolke). Rübezahl ist der Wetterherr des Riesengebirges und ähnelt so dem Wilden Jäger. Unerwartet sendet er Blitz und Donner, Nebel, Regen und Schnee vom Berg nieder, während eben noch alles im Sonnenglanz lag. Gegen gute Menschen ist er im Allgemeinen freundlich, lehrt sie Heilmittel und beschenkt insbesondere Arme; wenn man ihn aber verspottet, rächt er sich schwer, etwa durch Unwetter. Bisweilen werden Wanderer von ihm in die Irre geleitet. Er soll einen Garten mit Wunderkräutern besitzen, den er gegen Eindringlinge verteidigt. Sich bescheiden ausnehmende Geschenke des Berggeistes wie Äpfel oder Laub können durch seine Macht zu Gold werden, wie er umgekehrt gelegentlich von ihm bezahltes Geld in eine wertlose Währung verwandelt.
Die Rübezahl-Sagen spielen jeweils im Riesengebirge und der unmittelbaren Umgebung. Einzelne Sagen benennen als Ort der Handlung konkrete Dörfer und Städte des Gebirges. So spielen Der lügenhafte Tuchscherer in Giersdorf, Rübezahl als Holzhauer in Hirschberg im Riesengebirge, Meister Zwirbel in Landeshut, Schön Suschen in Lomnitz, Der ungeschliffene Gastwirt in Marschendorf und Der Wunderstab und Rübezahl führt ein Konzert auf in Schmiedeberg im Riesengebirge.

## Älteste Belege der Sage

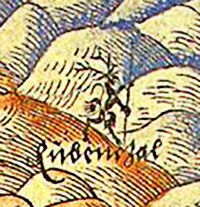
Rübenczal, Darstellung von 1561, nach Martin Helwig

Die ältesten Zeugnisse zur Gestalt Rübezahls stammen aus der zweiten Hälfte des 16. Jahrhunderts, dürften aber auf mindestens 100 Jahre ältere Volksvorstellungen zurückgehen. Anfangs war er nur eine lokale Sagengestalt, die erst später überregional bekannt wurde. 1553 sprach ein Edelsteinsucher (Wale) in einem Itinerar eine Mahnung zur Vorsicht vor Bergwerksgeistern aus, wobei er vor allem vor Riebenzahl warnte. Dies ist ein Beleg für die Vermutung, dass Rübezahl ursprünglich ein Bergwerksgeist war. Bergleute aus dem Harz hätten die Sage im 15. Jahrhundert nach Schlesien gebracht; zur weiteren Legendenausformung sollen auch ab 1530 aus Schwaz in Tirol stammende und ins Riesengebirge gerufene Bergarbeiter beigetragen haben. Franz Köckritz erwähnt in seiner um 1555 verfassten lateinischen Versdichtung Sabothus, sive Silesia das Berggespenst Rupicina (Rübezahl). Die erste Abbildung von Rübezahl stammt aus dem Jahr 1561, als er auf der ersten, vom deutschen Kartographen Martin Helwig verfertigten Landkarte Schlesiens als geschwänzter Dämon (hier Rubenczal genannt) inmitten von Bergen und Dörfern porträtiert wurde. Der lutherische Theologe Christoph Irenäus gab 1566 eine Teufelserzählung heraus, laut der Rübezahl, ein Mönchsgewand tragend, in Warmbrunn auftauche, ahnungslose Wanderer auf falsche Pfade führe und sie dann spöttisch verlache. Diese Geschichte wurde bald weiter verbreitet und fand etwa Eingang in das Promptuarium Exemplorum des Andreas Hondorff. Laut einem Eintrag für 1576 in Simon Hüttels Chronik von Trautenau, die sich auf Berichte von im Bergbau tätigen Tiroler Holzfällern beruft, soll Rübezahl eine Überschwemmung verursacht haben.
Ein Pastor Rausch behauptete, den Berggeist um 1600 beobachtet zu haben, wie er in einer Kutsche durch Schmiedeberg gefahren sei. Der schlesische Arzt Caspar Schwenckfeldt gab 1607 einen Bericht für Badegäste heraus, laut dem Rübezahl nur zornig reagiere, wenn er verspottet werde und dann Unwetter sende, Besitzer von Bergschätzen sei und in Mensch- wie Tiergestalt erscheinen könne. In den ersten Jahrzehnten des 17. Jahrhunderts tauchen weitere verstreute Informationen zur Gestalt des Berggeistes auf. Darin werden ihm teilweise andere Namen wie Ronsefall beigelegt. Eine Tiroler Urkunde von 1619 bezeichnet ihn als Rubezagel. Ein Erklärungsversuch seiner Herkunft lautete, dass er ein zum Wiedergänger mutierter Franzose sei, ein anderer, dass er aus dem Harz ins Riesengebirge eingewandert sei.

## Frühe Ausgaben

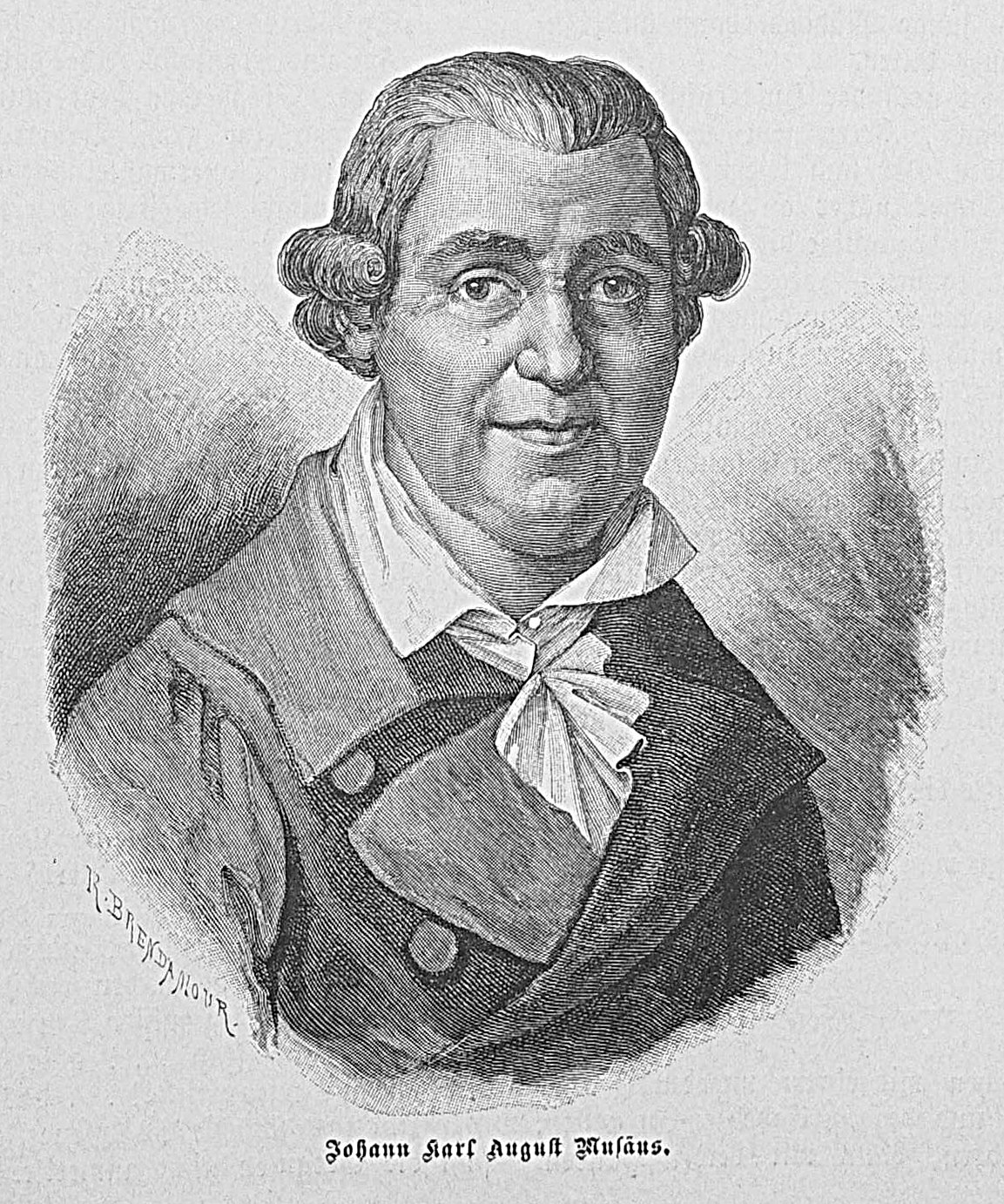
Johann Karl August Musäus (1735–1787)

Gesammelt und aufgeschrieben wurden die Rübezahl-Sagen erstmals von dem deutschen Kompilator und Polyhistor Johannes Praetorius in dessen Daemonologia Rubinzalii Silesii (3 Bände, 1662–1665) sowie Satyrus Etymologicus. Oder der Reformirende und Informirende Rüben-Zahl (1672). Insgesamt verzeichnete Praetorius 241 Geschichten über den Berggeist. Bis heute ist kein umfassenderes Werk zu diesem Thema erschienen. Es machte Rübezahl zu einer weit über Schlesiens Grenzen hinaus bekannten Gestalt. Als Quellen gibt Praetorius einerseits gedruckte Bücher an, andererseits von Siedlern des Riesengebirges und Touristen stammende mündliche wie schriftliche Berichte. So berief er sich auf Informationen von Heilpflanzenhändlern, die Kräuter im Gebirge sammelten und dann Apothekern zur Weiterverarbeitung brachten. Die Wurzelmänner betrachteten Rübezahl als Schutzpatron und behaupteten, dass er ihre Pflanzen mit besonderer Heilkraft versehen habe. Meist wurde in den Verkaufsbuden der Quacksalber auch ein Bild des Berggeistes aufgestellt, auf dem er als Riese mit wildem Bart erschien. Aber auch eigene Erfindungsgabe ließ Praetorius in sein Werk einfließen, wie er zugab. Er übertrug auf Rübezahl außerdem Motive von Helden von Volksbüchern (Faust, Till Eulenspiegel), des Teufels, der Wilden Jagd und anderes mehr. Die Sagen haben derben Charakter, wie er zur Zeit des Dreißigjährigen Krieges populär war.
Auf Praetorius folgten eine Reihe anonymer Bücher über den Berggeist, aber nachhaltig dessen überregionale Bekanntheit und Popularität fördernd erwies sich erst eine Sammlung von fünf längeren Legenden von Rübezahl, die der deutsche Schriftsteller Johann Karl August Musäus 1783 in seinen Volksmärchen der Deutschen herausgab. Hier wird der als Herr der Gnomen titulierte Berggeist bei weitem nicht so dämonisch und grobianisch wie bei Praetorius gezeichnet. In einer dieser Geschichten glaubt eine Gräfin als Anhängerin Voltaires nicht an die Existenz von Gespenstern, bis sie im Riesengebirge unterwegs auf dem Weg nach Karlsbad von einem als Rübezahl verkleideten Räuber überfallen und vom Berggeist gerettet wird.

## Spätere literarische Bearbeitungen
Spätestens im 19. Jahrhundert wurde Rübezahl zur Identifikationsfigur der Schlesier. Seine Gestalt wurde in den unterschiedlichsten Genres behandelt. Sagen über ihn erschienen im Rahmen spätromantischer Wiederbelebungsversuche der Volksliteratur des Mittelalters und der frühen Neuzeit in der Bearbeitung des deutschen Schriftstellers und Pädagogen Oskar Ludwig Bernhard Wolff (Der wegen seiner kurzweiligen Possen merkwürdige schlesische Rübezahl oder der schalkhafte Berggeist, 1847). Der Autor wollte mit seinem Werk die Rübezahl-Sagen vor allem bei den bürgerlichen Volksschichten bekannt und beliebt machen. Bald danach gab Franz Hoffmann Rübezahl und andere deutsche Sagen (1853) heraus. Es folgten zahlreiche Fassungen für die Jugend und Aufnahme des Stoffs in Bücher, die für den Heimatkundeunterricht bestimmt waren. Der Ethnograph und Schriftsteller Josef Štefan Kubín edierte zahlreiche Rübezahl-Sagen mit tschechischen Belegen (Lidové povidky z českeho Podkrkonoši, d. h. „Volkserzählungen aus dem tschechischen Riesengebirgsvorland“, 3 Bände, Prag 1922–26). Ferner wurden dramatische Bearbeitungen wie jene von Marie Taubert (Rübezahl. Märchenspiel in zwei Aufzügen, Belin 1919) geschrieben. Hauptsächlich verbreitet und populär blieb der Stoff auch nach dem Zweiten Weltkrieg als Sagenbuch für Kinder und Jugendliche. So kam etwa anonym die Edition Rübezahl, Sagen und Legenden um den Herrn des Riesengebirges. Für die Jugend neu bearbeitet (1953) im Ueberreuter-Verlag heraus. In der Folge verfassten etwa Maria Pacolt (Rübezahl, Wien 1956), Christel Kutschera (Rübezahl, 1966) und Karl Benesch (Rübezahl, 1973) Bücher zu dem Thema. Bis heute werden Neubearbeitungen und wiederholte Auflagen, etwa des Buches von Musäus, herausgegeben.

## Weitere Rezeption

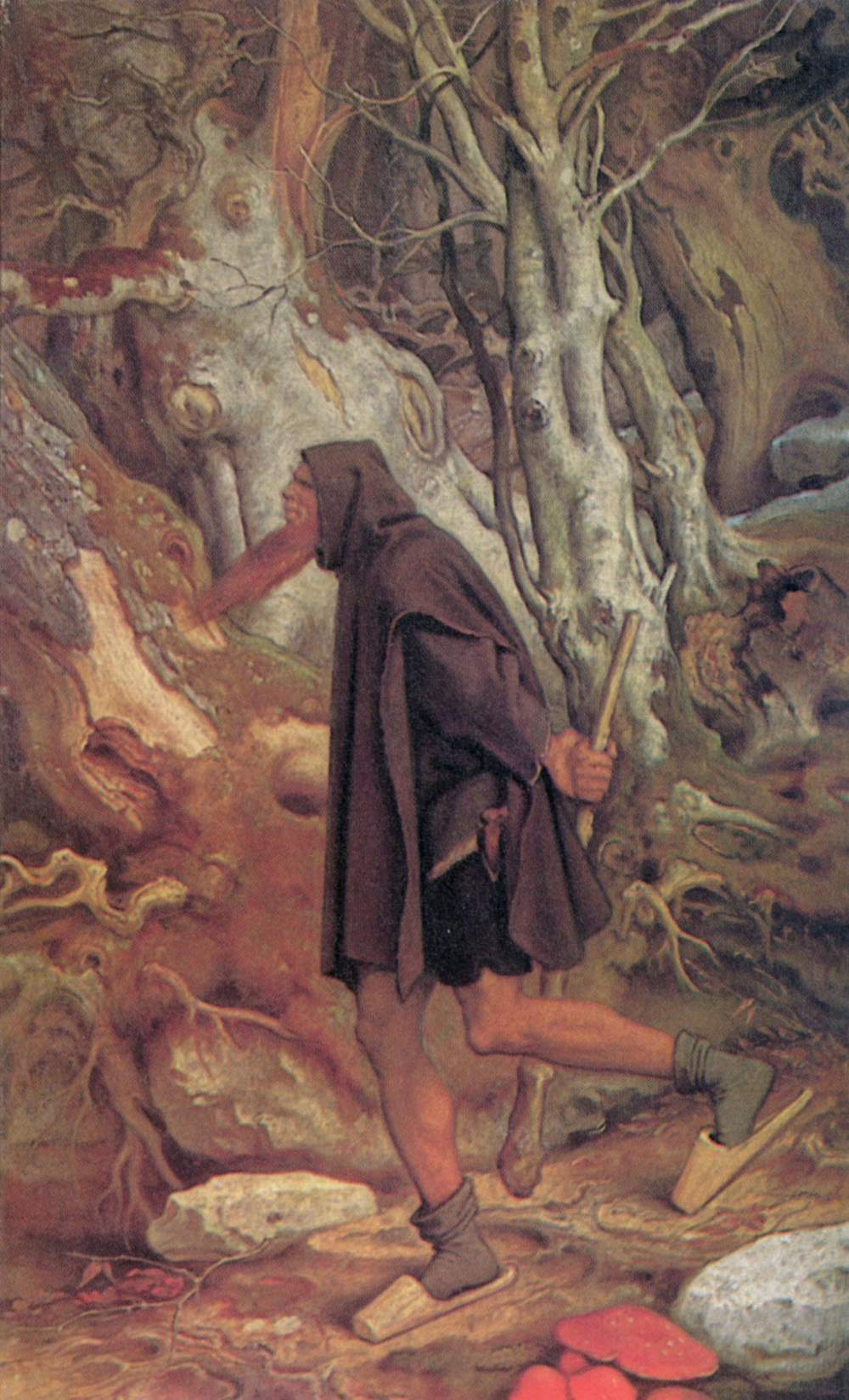
Rübezahl, Moritz von Schwind, um 1845

1789 schrieb der sächsische Hofkapellmeister Joseph Schuster die Oper Rübenzahl oder Die wahre Liebe (ital.: Rübenzahl ossia Il vero amore; der deutsche Untertitel wurde später zu Aechte Liebe geändert) zu einem Libretto von Caterino Mazzolà. Handlungsgrundlage ist Musäus' Geschichte, wie Rübezahl zu seinem Namen kam. Wenig später schrieben Carl Maria von Weber sowie Friedrich von Flotow weitere Opern mit dem Titel Rübezahl (Webers Rübezahl 1804/05 blieb ein Fragment, Flotows Oper wurde 1853 uraufgeführt). Hans Sommers Oper Rübezahl und der Sackpfeifer von Neisse wurde erstmals 1904 in Braunschweig gespielt. Eduard Heinrich Gehe griff den Stoff in seinem Libretto zu der von Louis Spohr komponierten Oper Der Berggeist (1825) auf. Allerdings war der Komponist mit dem Text unzufrieden, so dass schließlich der Dramatiker und Erzähler Georg Döring (1789–1833, Legationsrat des Herzogs von Meiningen), mit dem endgültigen Libretto zu Spohrs Oper beauftragt wurde. Wolfgang Menzel verfasste das Drama Rübezahl (Stuttgart 1829). In dem 1914/15 von Othmar Fiebiger und Vinzenz Hampel geschaffenen Riesengebirgslied, das sich zu einer volkstümlichen Regionalhymne entwickelte, wird im Refrain auf Rübezahl Bezug genommen.
In der jüngeren Vergangenheit wurde der Stoff erneut musikalisch aufgegriffen: 1982 brachte die Popgruppe Dschinghis Khan in ihrem Album Helden, Schurken & der Dudelmoser das Lied Rübezahl, das wiederum die erste Musäus-Geschichte thematisierte. Komponist war Ralph Siegel, den Text steuerte Bernd Meinunger bei.
Auch bildende Künstler zeigten sich an dem Thema interessiert. Besonders nachhaltig wirkte sich das Ölbild des österreichischen Malers Moritz von Schwind (um 1845) auf die Vorstellungen über das Aussehen des Berggeistes aus. Bedeutende romantische Illustrationen Rübezahls schufen die deutschen Maler Ludwig Richter und Peter Carl Geissler. Die Vertreibung der deutschen Schlesier nach dem Ende des Zweiten Weltkriegs tat der Popularität des Berggeistes wenig Abbruch. Heute wird er vom polnischen und tschechischen Tourismus als Werbeträger für das Riesengebirge eingesetzt.
1945 führte der nach Hirschberg übergesiedelte polnische Autor Józef Sykulski den polnischen Namen Liczyrzepa, eine direkte Übersetzung des deutschen Namens Rübezahl, für den „bösen Geist des Riesengebirges und Hirschbergs“ (Zły Duch Karkonoszy i Jeleniej Góry) ein.
2017 wurde Rübezahl zur Titelfigur von Wieland Freunds Jugendroman Krakonos.
Weitere Werke:
- Carl Hauptmann Rübezahl-Buch
- Otfried Preußler Mein Rübezahl-Buch[15]
- Ferdinand Freiligrath Aus dem schlesischen Gebirge[16] aus Ein Glaubensbekenntnis
- Robert Reinick Rübezahls Mittagstisch
- Johannes Wüsten Rübezahl oder Der Strom fließt nicht bergauf

1999 wurde von Börngen der Asteroid (10764) Rübezahl benannt.
2025 wurde ein Solitalea-ähnliches Bakterium Ca. Krakonobacterium genannt.

## Museum
Ein Rübezahl-Museum wurde im Mai 2005 in Görlitz eröffnet. Allerdings verstarb dessen Gründerin, Ingrid Vettin-Zahn (1938–2006), bereits ein knappes Jahr später, und die Einrichtung wurde wieder geschlossen. Später übernahm der Geschichtsverein Kreis Löwenberg (Schlesien) e. V. die Exponate im Jahr 2021 und ließ sie nach Schlesien bringen, um sie dort als Dauerleihgabe ausstellen zu lassen.
Eine Ausstellung zum Berggeist befindet sich ferner im Museum „Carl-und-Gerhart-Hauptmann-Haus“ (Dom Carla i Gerharta Hauptmannów) in Szklarska Poręba (Schreiberhau) sowie im Karkonoskie Tajemnice (Museum der Geheimnisse des Riesengebirges) in Karpacz (Krummhübel).
Ein Teil des Riesengebirgsmuseums in Marktoberdorf, dem einzigen in Deutschland, ist dem Berggeist Rübezahl gewidmet. Ferner hat der Heimatkreis Hohenelbe/Riesengebirge e. V. auf der Buchel, dem Stadtpark Marktoberdorf, Rübezahl einen Brunnen gewidmet, der sich durch eine ca. 2,50 m große Bronzestatue auszeichnet, deren Blick Richtung Riesengebirge geht.

## Verfilmungen
- 1916: Rübezahls Hochzeit, Deutschland, Spielfilm, Regie: Paul Wegener
- 1957: Rübezahl – Herr der Berge, BR Deutschland, Spielfilm, Regie: Erich Kobler
- 1981: Rübezahl und die Skiläufer (Krakonos a lyznici), ČSSR, Spielfilm, Regie: Vera Plívová-Simková
- 1975–1982: Rübezahl, DDR, 13 Animationskurzfilme der DEFA und Krátký Film (Prag)
- 2017: Rübezahls Schatz, Deutschland, Märchenfilm der ZDF-Reihe Märchenperlen
- 2022–2023: Krakonos Geheimnis, Märchenfilm CZ / SLO / D

## Musik
- 2012: Rübezahl, Titel auf dem Album Walhalligalli von Feuerschwanz
- 2018: Rübezahl, Album von Joachim Witt
- 2020: Rübezahls Rückkehr, Album von Joachim Witt
- 2022: Rübezahls Reise, Album von Joachim Witt

## Besonderheiten
Das erste polnische Buch, das nach der Vertreibung der Deutschen 1945 in den neuen polnischen Gebieten publiziert wurde, war eine Sammlung von übersetzten Rübezahlsagen. Der Lehrer Józef Sykulski hatte dabei den Namen des Berggeistes wörtlich in Liczyrzepa übersetzt, was später von Sprachwissenschaftlern kritisiert wurde. Den Namen Liczyrzepa trugen in den Folgejahren Herbergen, ein Lotteriespiel, ein Fruchtwein und ein Skilift. In dem Dorf Sosnówka (früher Seidorf bei Karpacz) gibt es die einzige „ul. Liczyrzepy“ (Rübezahlstraße) in Polen.

## Literatur

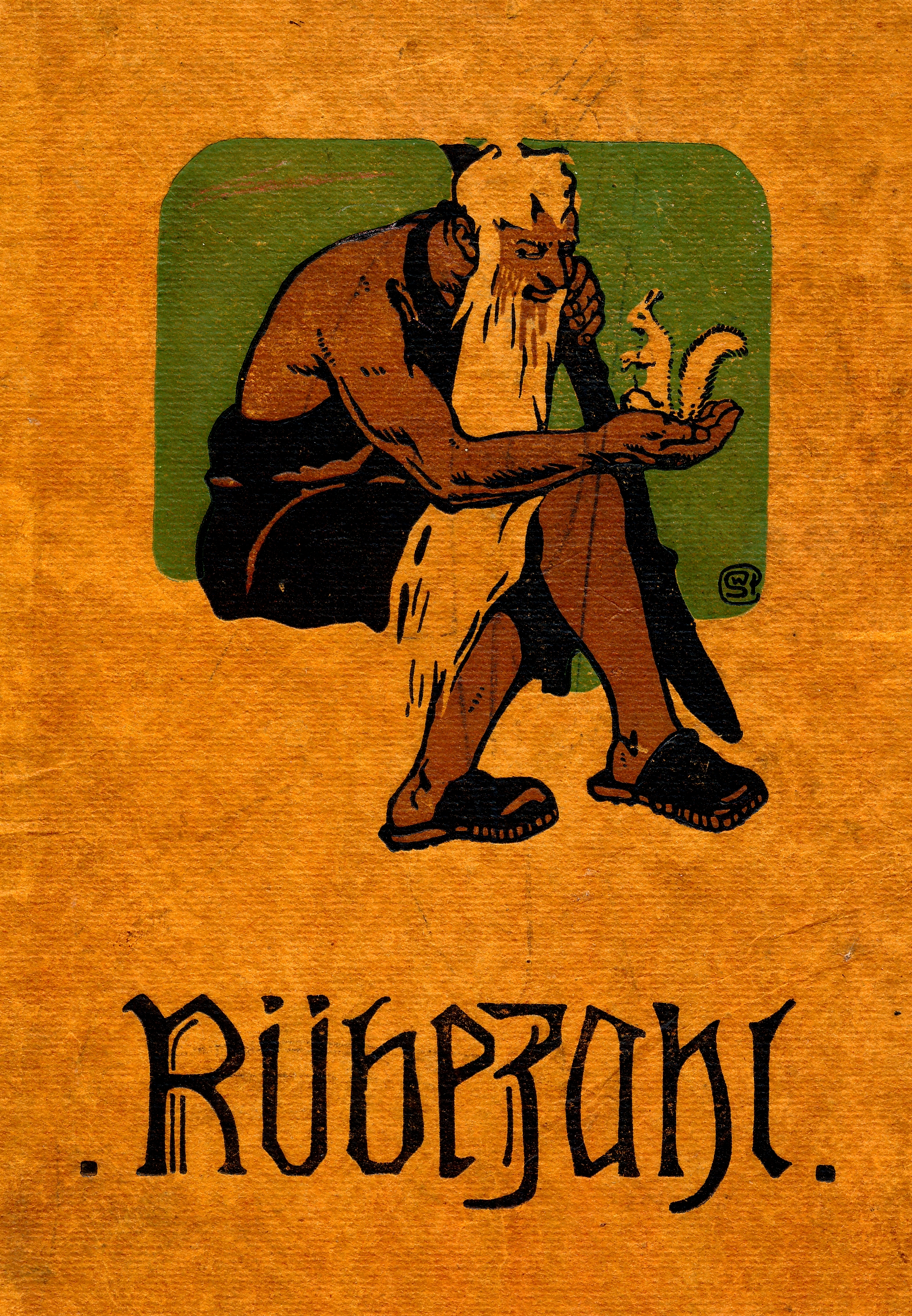
Bucheinband zu Karl August Musäus: Märchen von Rübezahl, mit Bildern von Wilhelm Stumpf, Nürnberg 1914